# 魯普薩烏帕齊拉
魯普薩乌帕齐拉是孟加拉国庫爾納縣的一个乌帕齐拉，位於庫爾納专区的庫爾納縣。

## 人口
據1991年孟加拉國人口普查，魯普薩共有戶數27,774戶，人口150185人。其中男性佔比51.98%，女性佔比48.02%；成年人口77,918人。該地7歲以上人口之平均識字率為40.4%，高於全國平均值（32.4%）。